# Tim Rieder
Tim Rieder (* 3. September 1993 in Dachau) ist ein deutscher Fußballspieler. Er steht bei der VSG Altglienicke unter Vertrag.

## Karriere
Rieder begann beim ASV Dachau mit dem Fußballspielen und wechselte im Jahr 2000 in die Jugendabteilung des FC Bayern München, der er zehn Spielzeiten lang angehörte.
2010 wechselte er in die Jugendabteilung des FC Augsburg. Er rückte 2012 in die zweite Mannschaft in der Regionalliga Bayern auf. Ab 2014 gehörte er auch dem Kader der ersten Mannschaft des FC Augsburg an, für die er im Oktober 2016 in der  Bundesliga debütierte.
Im Januar 2018 verlieh der FC Augsburg Rieder bis Saisonende an den polnischen Erstligisten Śląsk Wrocław. Anfang August 2018 wurde er für die Saison 2018/19 an Darmstadt 98 ausgeliehen, wo er am 10. August 2018 bei der 2:0-Auswärtsniederlage gegen den FC St. Pauli sein Debüt gab, als er in der 90. Spielminute für Slobodan Medojević eingewechselt wurde. Nach 15 Ligaspielen kehrte er zunächst zum FC Augsburg zurück. Nach lediglich einem Pokaleinsatz folgte im Sommer 2019 erneut eine Leihe. Der Drittligist TSV 1860 München sicherte sich die Dienste des Verteidigers bis zum Ende der Drittligaspielzeit 2019/20.
Im August 2020 unterschrieb er einen Dreijahresvertrag beim Drittligisten 1. FC Kaiserslautern. In Kaiserslautern war er Stammspieler und bestritt 36 Drittliga-Spiele. Trotzdem verließ er den FCK, kehrte zurück nach München und schloss sich dem Ligakonkurrenten Türkgücü München an. Zur Saison 2022/23 kehrte er wieder zurück zum TSV 1860 München und war zunächst als Stammspieler in defensiven Mittelfeld gesetzt, fiel jedoch ab dem 25. Spieltag für den Rest der Saison wegen eines Innenbandrisses aus. In der folgenden Saison 2023/24 konnte er sich nach seiner Rückkehr wieder als Stammspieler durchsetzen. Im Sommer 2024 verließ er den Verein. Stattdessen verpflichtete ihn Ende Juli der griechische Zweitligist PAS Ioannina. Ein Jahr später wechselte er zur VSG Altglienicke.

## Erfolge
- Gewinn des Bayerischen Toto-Pokals: 2020 (mit dem TSV 1860 München)